# Saint-Georges-de-Clarenceville
Saint-Georges-de-Clarenceville è un comune del Canada, situato nella provincia del Québec, nella regione di Montérégie.